# مقاطعة فريمان
مقاطعة فريمان (مقاطعة فريمان) (بالفارسية: شهرستان فریمان) هي مقاطعة تقع في خراسان رضوي في إيران. يقدر عدد سكانها بـ 86,428 نسمة .